# Harry Persson (skuespiller)
Harry Persson, (født 4. august 1906 i Malmö i Sverige, død 28. november 1961 i smst.), var en svensk skuespiller og sanger.

## Udvalgt filmografi
- 1954 – De röda hästarna
- 1954 – Det spøger på Glimmingehus
- 1946 – Ebberöds Bank
- 1945 – Dydens Apostel
- 1945 – Jolanta, den gäckande suggan
- 1944 – Rendestensunger
- 1944 – Skåningar
- 1942 – Stationsforstanderen i Lykkeaas
- 1939 – Landevejs-Kroen
- 1939 – Skanör-Falsterbo
- 1933 – De gamles Oprør